# Gardien de l'année de l'USHL
Le Gardien de l'année de l'USHL (en anglais : USHL Goaltender of the Year) est un titre remis annuellement depuis 1984 au joueur considéré le meilleur à la position de gardien de but au cours de la saison régulière dans la United States Hockey League.

## Gagnant du trophée
| Saison    | Récipiendaire            | Équipe                               |
| --------- | ------------------------ | ------------------------------------ |
| 1983-1984 | Craig Shermoen           | Vulcans de Saint-Paul/Twin Cites     |
| 1984-1985 | Jeff Meis                | Stars de Minneapolis                 |
| 1985-1986 | Chad Meyhoff             | Mustangs de Rochester                |
| 1986-1987 | Pat Sztrum               | Flyers de Thunder Bay                |
| 1987-1988 | Mike O'Hara              | Mustangs de Rochester                |
| 1988-1989 | Corey Chwialkowski       | Mustangs de Rochester                |
| 1989-1990 | Jeff Levy                | Mustangs de Rochester                |
| 1990-1991 | Chris Burns              | Flyers de Thunder Bay                |
| 1991-1992 | Paul Sass                | Buccaneers de Des Moines             |
| 1992-1993 | Bob Petrie               | Lancers d'Omaha                      |
| 1993-1994 | Terry Jarkowsky          | Black Hawks de Waterloo              |
| 1994-1995 | Aaron Vickar             | Lancers d'Omaha                      |
| 1995-1996 | Mike Correia             | Lancers d'Omaha                      |
| 1996-1997 | Karl Goehring            | Ice Sharks de Fargo-Moorhead         |
| 1997-1998 | Josh Blackburn           | Stars de Lincoln                     |
| 1998-1999 | Tony Zasowski            | Lancers d'Omaha                      |
| 1999-2000 | Dan Ellis                | Lancers d'Omaha                      |
| 2000-2001 | Jure Penko               | Gamblers de Green Bay                |
| 2001-2002 | Bobby Goepfert           | RoughRiders de Cedar Rapids          |
| 2002-2003 | Dominic Vicari           | Lancers de River City                |
| 2003-2004 | Jean-Philippe Lamoureux  | Stars de Lincoln                     |
| 2004-2005 | Jeff Lerg                | Lancers d'Omaha                      |
| 2005-2006 | Alex Stalock             | RoughRiders de Cedar Rapids          |
| 2006-2007 | Drew Palmisano           | Lancers d'Omaha                      |
| 2007-2008 | David Reekie             | Stars de Lincoln                     |
| 2008-2009 | Mike Lee                 | Force de Fargo                       |
| 2009-2010 | Steve Summerhays         | Gamblers de Green Bay                |
| 2010-2011 | Brady Hjelle             | RoughRiders de Cedar Rapids          |
| 2011-2012 | Ryan McKay Zane Gothberg | Gamblers de Green Bay Force de Fargo |
| 2012-2013 | Kevin Lindskoug          | Lumberjacks de Muskegon              |
| 2013-2014 | Hayden Hawkey            | Lancers d'Omaha                      |